# Biztonsági szín- és alakjelek
Biztonsági szín- és alakjelek néven ismerjük azokat az előírásokat és szabványokat, amelyek a munkahelyi, közlekedési és általános figyelmeztetések formáját, színét rögzítik.

## Általános tudnivalók

A színjelek azonosítása. V–vörös, S–sárga, Z–zöld, K–kék, Fh–fehér, Fk–fekete

ANSI Z535 szerinti színjelek. R–vörös, O–narancs, Br–barna, Y–sárga, G–zöld, B–kék, P–bíbor, Bk–fekete, Wh–fehér, Gy–szürke

Az előírások a nemzetközi szabványok alapján magyar szabványként is megjelennek (MSZ ISO 3864) Brit szabványként azonos jelzettel, de 2011-es évszámmal megtalálható (rövidített szöveggel). A német szabvány gyakorlatilag azonos a nemzetközi szabvánnyal.
A szabványrendszer jelenleg[mikor?] is átalakítás alatt van. Az ISO 3864-ből megmaradt a színek definíciója, az alakjelekre vonatkozóan új szabvány készült: az ISO 7010. Jelenleg tehát mindkettő érvényben van. Az orosz szabvány az ISO alapján készült.
Az Egyesült Államokban saját biztonsági jelölésrendszert használnak. A teljes információs anyag címe: American National Standard for Safety Color Code, előírják a megvilágítás adatait is (pl. diffúz megvilágítás).
Külön biztonsági jelek használatosak a tűzvédelemben.

## Jelölések rendszere
A jelölések rendszerét és az engedélyezett színeket az ISO 3864-1 tartalmazza. Az Európai Unió egy irányelvben határozta meg a biztonsági jeleket, ennek értelmében szétválik a szabályozás rendje; részben az ISO 3864-2, részben az ISO 7010 szabványra
Az Európai Bizottságnak Magyarországra érvényesített törvénye a 2/1988 (I. 16.) MüM. rendelet. A törvény tartalmazza a munkavégzésnél használható kézjeleket is.

### Általános ismeretek
A jelek lehetnek önálló táblák, de megengedett a rögzített tárgyakra való felfestés is. Változataik:
- Festett felület
- Világító jel
- Fluoreszkáló jel
- Retroflexiós jel – a fényt jórészt abba az irányba veri vissza, ahonnan érkezik

Megvilágítási tényező: a felületre eső fény és a visszavert fény hányadosa. Értéke nagyobb, mint 0,03…0,07. Mértékegységet nem adnak meg, ezért ez lehet fényáram, megvilágítás, vagy fénysűrűség
Visszatükrözési együttható: a biztonsági jelre merőlegesen beeső beeső megvilágítás és a felület viszonya a visszavert fényt jellemző fényerősséghez {\displaystyle R^{'}={\frac {I_{v}}{E_{v}A}}}. 
Értéke 0,06…50 cd/(lx m²). Beesési szög 5…40°, megfigyelési szög 1/3°, illetve 2°.
Megjegyzés: a fényerősség és a felület hányadosa az Lv fénysűrűség lenne, de e kettőt a szabvány eltérő irányokban határozza meg.

### Funkció jelölése

Kijárat balra

Kijárat jobbra

Tűzoltó készülék

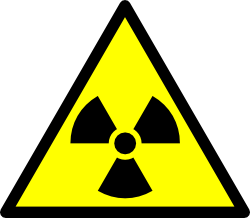
Sugárveszély (német szabvány szerinti színjel, Munsell 9Y)

Nagyfeszültség (színjel Munsell 5Y). A háttér színét a kereten kívül megismételték; ez a szabványos

Mélyrepülés. A kereten kívül is alkalmazni kellett volna egy sárga sávot. (Svédország)

Mélyrepülés. A keret vastagsága nem szabványos (Lengyelország)

Sugárveszély jele Oroszországban

Kijárat jobbra

Az ISO 3864 és más dokumentumok az alábbi azonosító rövidítéseket használják
- C caution felhívás (sárga)
- E emergency exit vészkijárat, felvilágosítás (zöld)
- F fire potection tűzvédelem (piros)
- M mandatory rendelkezés (kék)
- P prohibition tiltás (piros)
- W warning figyelmeztetés (sárga, narancs)

### Jelek alakja
MSz 17066 szerint
- Négyszög (tájékoztatás) jele T, formája: téglalap
- Háromszög (figyelmeztetés) jele H, formája: egyenlő oldalú háromszög
- Kör (tiltás, vagy rendelkezés) jele K

| Jel | oldalhossz, vagy átmérő | szegély mérete |
| Jel | mm                      | mm             |
| --- | ----------------------- | -------------- |
| H1  | 16                      | 1,5            |
| H2  | 25                      | 3              |
| H3  | 40                      | 5              |
| H4  | 63                      | 8              |
| H5  | 100                     | 10             |
| H6  | 160                     | 12             |
| H7  | 250                     | 20             |
| H8  | 400                     | 25             |
| K1  | 40                      | 5              |
| K2  | 63                      | 8              |
| K3  | 100                     | 10             |
| K4  | 160                     | 12             |
| K5  | 250                     | 20             |
| K6  | 400                     | 25             |
| T1  | 40×25                   | 5              |
| T2  | 63×40                   | 8              |
| T3  | 100×63                  | 10             |
| T4  | 160×100                 | 12             |
| T5  | 250×160                 | 20             |
| T6  | 400×250                 | 25             |
| T7  | 630×400                 | 35             |

A 2/1998. MüM rendelet második melléklete a jelek méretét a megfigyelési távolságtól teszi függővé
| A biztonsági jelek és a kiegészítő táblán elhelyezett írásjelek legkisebb méretei |                         |                     |                                        |                  |
|                                                                                   | Tiltó és rendelkező jel | Figyelmeztető jel   | Elsősegély, menekülési, tűzvédelmi jel | Kiegészítő tábla |
| felismerési távolság                                                              | átmérő, d               | hosszabbik oldal, b | rövidebb oldal, a                      | betűmagasság, h  |
| m                                                                                 | mm                      | mm                  | mm                                     | mm               |
| 1                                                                                 | 50                      | 50                  | 12,5                                   | 4                |
| 2                                                                                 | 50                      | 100                 | 25                                     | 8                |
| 3                                                                                 | 100                     | 100                 | 50                                     | 10               |
| 4                                                                                 | 100                     | 200                 | 50                                     | 14               |
| 5                                                                                 | 200                     | 200                 | 50                                     | 17               |
| 6                                                                                 | 200                     | 200                 | 100                                    | 20               |
| 8                                                                                 | 200                     | 400                 | 100                                    | 27               |
| 9                                                                                 | 400                     | 400                 | 100                                    | 30               |
| 10                                                                                | 400                     | 400                 | 100                                    | 34               |
| 12                                                                                | 400                     | 400                 | 200                                    | 40               |
| 14                                                                                | 400                     | 600                 | 200                                    | 47               |
| 16                                                                                | 400                     | 600                 | 200                                    | 54               |
| 17                                                                                | 600                     | 600                 | 200                                    | 57               |
| 19                                                                                | 600                     | 600                 | 200                                    | 64               |
| 21                                                                                | 600                     | 900                 | 300                                    | 70               |
| 24                                                                                | 600                     | 900                 | 300                                    | 80               |

### Színjelek
A háttér és a színjel megválasztásánál a nagy kontrasztú változatokat kell használni
| Szín              | kontrasztszín | alkalmazása    |
| ----------------- | ------------- | -------------- |
| vörös             | fehér         | tiltás         |
| kék               | fehér         | rendelkezés    |
| sárga (MSz 17066) | fekete        | veszély        |
| sárga (ANSI Z535) | fekete        | felhívás       |
| zöld              | fehér         | felvilágosítás |

Az amerikai Szabványügyi Iroda (NBS) az ISCC–NBS színjelölései szerint a következőket választotta nagy kontrasztú színeknek (Kelly–Judd)
| név     | Munsell jelölés |
| ------- | --------------- |
| fehér   | 2,5PB 9,5/0,2   |
| fekete  | N 0,8/          |
| sárga   | 3,3Y 8/14,3     |
| bíbor   | 6,5P 4,3/9,2    |
| narancs | 4,1YR 6,5/15,0  |

Elnevezések nemzetközi összehasonlító táblázata ANSI Z535.4, MSz 17066 és ГОСТ Р 12.4.026-2001
| nyelv    | danger, fire protection      | warning                 | caution              | notice                               | emergency escape                 |
| -------- | ---------------------------- | ----------------------- | -------------------- | ------------------------------------ | -------------------------------- |
| magyar   | veszély, tiltás              | figyelmeztetés          | vigyázat             | rendelkezés                          | felvilágosítás                   |
| dán      | fare                         | advarsel                | forsigtig            | vigtigt, bemærk                      |                                  |
| holland  | gevaar verbod, verbodsborden | waarschuwing            | voorzichtig, atentie | Aanwijzing, Belangrijk, Gebodsborden | Reddingsborden                   |
| finn     | vaara                        | varoitus                | huomio               |                                      |                                  |
| francia  | danger                       | avertissement           | attention            | obligation                           | évacuation et premiers secours   |
| kínai    | 危险 vejhszien (wéixiǎn)     | 警告 csingkao (jǐnggào) | 注意 csuji (zhùyì)   |                                      | 紧急                             |
| német    | Gefahr, Verbot               | Warnung                 | Vorsicht             | Gebot, Hinweis                       | Gefahrlosigkeit, Rettungszeichen |
| görög    | κινδύνος                     | προειδοποίνασι          | προσόχν, προειδοποιώ | πίνακας, παρατηρώ                    | έκτακτη ανάγκη                   |
| olasz    | pericolo                     | avvertenza              | attenzione           |                                      |                                  |
| norvég   | fare                         | advarsel                | forsiktig            |                                      |                                  |
| portugál | perigro                      | atencao                 | cuidado              |                                      |                                  |
| orosz    | опасно                       | осторжно                | внимание             | указание                             | безопаность, помощ               |
| spanyol  | peligro                      | advertencia             | atención             |                                      |                                  |
| svéd     | fara                         | varning                 | observer             |                                      |                                  |
| szlovák  | nebezpečenstvo               | varovanie               | upozornenie          | oznámenie                            |                                  |
| lengyel  | nebezpieczeństwo             | ostrzeżenie             | przestroga           | notifikacja                          |                                  |
| török    | tehlike                      | uyari                   | dikkat               |                                      |                                  |

A jelzések színe országonként eltérő lehet, főként a sárgáknál. A borostyán színt Szerbia, Horvátország, Görögország, Finnország használja. Franciaországban, Olaszországban előfordul a narancs szín is, azonos funkcióval. Az alábbi táblázatban ezért szerepel kétféle sárga szín, és külön a narancs is. A legsárgább (9Y) a német biztonsági táblák hátteréül használatos. A színezeti eltérések a deuteranopiás látás miatt lényegesek (vörös-zöld színtévesztők).
| Biztonsági szín- és alakjelek ISO 3864-1:2002, MSZ 17066 |        |      |       |        |        |       |       |        |        |     |     |     |        |
|                                                          | H      | V    | C     | x      | y      | Y     | L*    | a*     | b*     | r   | g   | b   | hex    |
| piros                                                    | 7,5R   | 4    | 14    | 0,5980 | 0,3290 | 12    | 41,22 | 57,16  | 38,62  | 183 | 30  | 38  | B72E29 |
| kék                                                      | 2,5PB  | 3    | 10    | 0,1570 | 0,1730 | 6,55  | 30,77 | -1,57  | -42,73 | 21  | 76  | 123 | 154C7B |
| sárga                                                    | 10YR   | 7    | 14    | 0,5050 | 0,4620 | 43,06 | 71,6  | 15,63  | 90,71  | 238 | 150 | 10  | EE960A |
| zöld                                                     | 5G     | 4    | 9     | 0,2100 | 0,4700 | 12    | 41,22 | -48,19 | 13,34  | 2   | 106 | 72  | 026A48 |
| fehér RAL9003                                            | N9,5   | 9,6  | 0,3   | 0,3150 | 0,3350 | 90    | 96    | -2,6   | 1,5    | 242 | 243 | 237 | F2F3ED |
| fekete RAL 9004                                          | N1     | 1,75 | 0,35  | 0,3225 | 0,3325 | 2,53  | 18,05 | -0,3   | -1,6   | 10  | 16  | 20  | 0A1014 |
| ANSI Z535.1                                              |        |      |       |        |        |       |       |        |        |     |     |     |        |
| piros                                                    | 7,5R   | 4    | 14    | 0,5959 | 0,3269 | 12    | 41,22 | 57,16  | 38,62  | 184 | 42  | 41  | B82A29 |
| narancs                                                  | 5YR    | 6    | 15    | 0,5510 | 0,4214 | 30,05 | 61,7  | 33,71  | 82,86  | 217 | 125 | 27  | D97D1B |
| barna                                                    | 5YR    | 2,75 | 5     | 0,4766 | 0,3816 | 5,52  | 28,7  | 15,9   | 24,42  | 99  | 59  | 35  | 633B23 |
| sárga                                                    | 5Y     | 8    | 12    | 0,4562 | 0,4788 | 58    | 81,35 | -4,02  | 86,26  | 231 | 199 | 34  | E7C722 |
| zöld                                                     | 7,5G   | 4    | 9     | 0,2111 | 0,4121 | 12    | 41,22 | -48,12 | 9,14   | 43  | 122 | 96  | 2B7A60 |
| kék                                                      | 2,5PB  | 3,5  | 10    | 0,1691 | 0,1744 | 9     | 35,99 | -2,65  | -41,97 | 64  | 113 | 155 | 40719B |
| bíbor                                                    | 10P    | 4,5  | 10    | 0,3307 | 0,2245 | 15,57 | 46,42 | 39,07  | -20,21 | 156 | 84  | 143 | 9C548F |
| fehér                                                    | N9     | 9    |       | 0,3101 | 0,3163 | 78    | 91,08 | -0,05  | 0,06   | 228 | 228 | 228 | E4E4E4 |
| fekete                                                   | N2     | 1,95 |       |        |        | 3     |       |        |        |     |     |     |        |
| DIN4844                                                  |        |      |       |        |        |       |       |        |        |     |     |     |        |
| piros RAL3001                                            | 8,5R   | 3,6  | 15,6  | 0,6456 | 0,3225 | 9,7   | 37,3  | 61,7   | 51,66  | 172 | 26  | 26  | AC1A1A |
| kék RAL 5005                                             | 6,48PB | 2,44 | 15,03 | 0,1567 | 0,0972 | 4,42  | 25,01 | 31,8   | -61,18 | 10  | 56  | 129 | 0A3881 |
| sárga RAL 1003                                           | 4,36Y  | 8,21 | 11,63 | 0,4532 | 0,4688 | 62,81 | 83,34 | -2,05  | 82,19  | 244 | 203 | 29  | F4CB1D |
| sárga                                                    | 9Y     | 9    | 12    | 0,4300 | 0,4880 | 79    | 91    | -16    | 89     | 254 | 240 | 2   | FEF002 |
| zöld RAL 6032                                            | 0,12G  | 7,88 | 16,61 | 0,2995 | 0,5683 | 57,06 | 80,21 | -77,56 | 69,41  | 34  | 229 | 46  | 22E52E |
| ГОСТ Р 12.4.026-2001                                     |        |      |       |        |        |       |       |        |        |     |     |     |        |
| piros RAL 3020 Pantone warm red C                        | 7,5R   | 4    | 14    | 0,5914 | 0,3227 | 12    | 41,22 | 57,16  | 38,62  | 184 | 42  | 42  | B82A2A |
| sárga RAL 1023 Pantone 109 C                             | 5Y     | 8,5  | 14    | 0,4651 | 0,4895 | 65    | 96,21 | -4,63  | 100,7  | 245 | 213 | 49  | F5D531 |
| zöld RAL 6024 Pantone 3415 C                             | 5G     | 4    | 8     | 0,2359 | 0,4266 | 12    | 41,22 | -42,88 | 12,36  | 34  | 109 | 80  | 226D50 |
| kék RAL 5005 Pantone 301 C                               | 2,5PB  | 3    | 10    | 0,1547 | 0,1615 | 6,55  | 30,77 | -1,57  | -42,73 | 37  | 114 | 169 | 2572A9 |
| fehér RAL9003                                            | N9,5   | 9,6  | 0,3   | 0,3150 | 0,3350 | 90    | 96    | -2,6   | 1,5    | 242 | 243 | 237 | F2F3ED |
| fekete RAL 9004                                          | N1     | 1,75 | 0,35  | 0,3225 | 0,3325 | 2,53  | 18,05 | -0,3   | -1,6   | 10  | 16  | 20  | 0A1014 |

A táblázat adatai különféle forrásból származnak. Közülük legtöbb esetben a Munsell azonosító fogadható el. Megjegyzések
1. A nemzetközi szabvány a CIE 1931 szerinti xyY rendszerben, négy határponttal jelölt tartományt ír elő a biztonsági színjelek számára. Az amerikai szabvány ugyanezt elsőfokú egyenletekkel írja le.
2. A nemzetközi szabványok megadnak a színjelekhez egy tájékoztató színazonosító jelet. Ez általában a Munsell színjellemzőket alkalmazza. Az így megadott színnek a CIE xyY tartományon belülre kell esnie. Ez a szín nem a szabványban értelmezett tartomány, hanem annak csak egyetlen pontja.
3. A nemzeti szabványok saját színazonosítójukat is használják. A DIN például a RAL színazonosítót, a svéd szabvány a NCS azonosítót. Az orosz szabvány a Ц-1000, illetve a Радуга (Szivárvány) színatlasz jeleit használja. Előfordulnak még kereskedelmi színazonosítók is, például a Pantone.
4. A fenti táblázat a felületszíneket tartalmazza. A számítógépes megjelenítés csak tájékoztató jellegű, és többnyire az sRGB azonosítókat alkalmazza, de nem felületszínekre, mert a monitor ebből a szempontból önvilágító (fényforrás), amelyre eltérő szabványos értékeket kell használni.

### Tartomány és centruma
Eltérő rendeltetésű színjelekhez eltérő xyY adatok tartoznak, de a két tartomány középpontja (centruma) csaknem azonos színű. A táblázat első része az általános felhasználáshoz és a háttérvilágítással rendelkező színjeleket szemlélteti, a második az általános és a retroflexiós színjeleket. Az RGB adatok tájékoztató jellegűek; a szabvány szerinti valódi színek a megkívánt igen nagy színtelítettség miatt nem jeleníthetők meg számítógépen.
A táblázat egyben a tűrésmező (tolerancia) értékének egyik megjelölési lehetősége. Adatai a fenti színháromszögben az S (sárga) tartomány formájában grafikusan is láthatóak.
| ISO 3864-1:2002                 |      |   |    |       |       |    |      |     |      |     |     |    |        |
| színezet                        | H    | V | C  | x     | y     | Y  | L*   | a*  | b*   | r   | g   | b  | hexa   |
| átvilágított sárga sarokpontok: |      |   |    | 0,545 | 0,454 |    |      |     |      |     |     |    |        |
| átvilágított sárga sarokpontok: |      |   |    | 0,494 | 0,426 |    |      |     |      |     |     |    |        |
| átvilágított sárga sarokpontok: |      |   |    | 0,444 | 0,476 |    |      |     |      |     |     |    |        |
| átvilágított sárga sarokpontok: |      |   |    | 0,481 | 0,518 |    |      |     |      |     |     |    |        |
| középpont                       | 2Y   | 7 | 13 | 0,491 | 0,469 | 43 | 72   | 8,5 | 87,8 | 222 | 164 | 29 | DEA41D |
| retroflexiós sárga sarokpontok: |      |   |    | 0,494 | 0,505 |    |      |     |      |     |     |    |        |
| retroflexiós sárga sarokpontok: |      |   |    | 0,47  | 0,480 |    |      |     |      |     |     |    |        |
| retroflexiós sárga sarokpontok: |      |   |    | 0,493 | 0,457 |    |      |     |      |     |     |    |        |
| retroflexiós sárga sarokpontok: |      |   |    | 0,522 | 0,477 |    |      |     |      |     |     |    |        |
| középpont                       | 2,7Y | 7 | 14 | 0,495 | 0,480 | 43 | 71,6 | 6,4 | 97,4 | 218 | 166 | 17 | DAA611 |

### LED fényforrások
- Közlekedési jelzésekhez használatos színjelek[23]

Vörös: 626 nm alumínium-gallium-arzenid

Sárga (borostyán): 592 nm alumínium-gallium-indium-foszfid

Zöld: 505 nm gallium-foszfid
- Megkülönböztetik a spektrális sugárzási csúcsot a domináns színinger hullámhosszától. Az érték tűrése általában ±5 nm (Institute Transportation Engineers),[24][25]

portland narancs (sárga határszín)
portland narancs (piros határszín)

## Külső hivatkozások
- American National Standards Institute
- American Society of Safety Engineers
- National Electrical Manufacturers Association
- Institute of Transportation Enigineers